# Jimmy Callahan

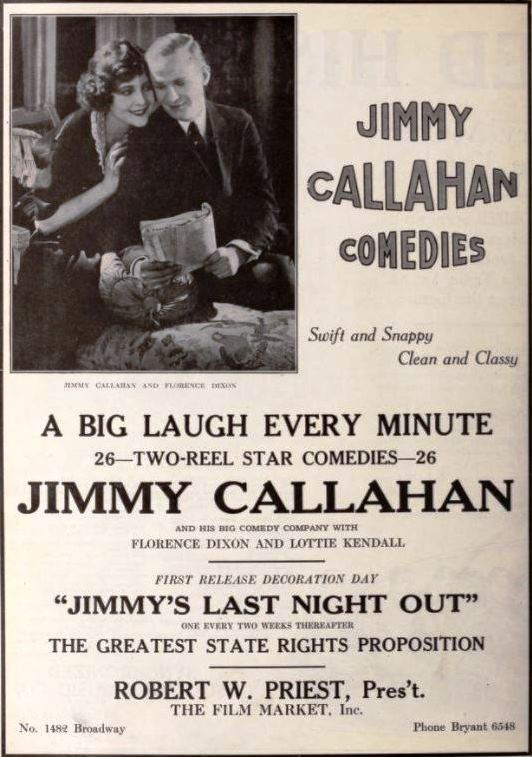

Jimmy Callahan (Filadelfia, Pensilvania, 16 de junio de 1891 – 21 de septiembre de 1957, Belleville, Nueva Jersey) fue un actor estadounidense que apareció en varios cortometrajes durante la década de 1920.

## Filmografía
- Jimmy's Last Night Out (1921)
- The Stowaway (1921)
- Props (1921)
- Wild Women (1921)
- A Lucky Dog (1925)
- October Morn (1925)
- A Wonderful Wallop (1925)
- The Huckleberry Gulch (1925)
- A One Man Woman (1925)
- The Poor Millionaire (1925)
- On the Isle of Sap (1925)
- A Tough Night (1925)
- His Future Father-in-Law (1925)